# Grand Prix Stanów Zjednoczonych 2013

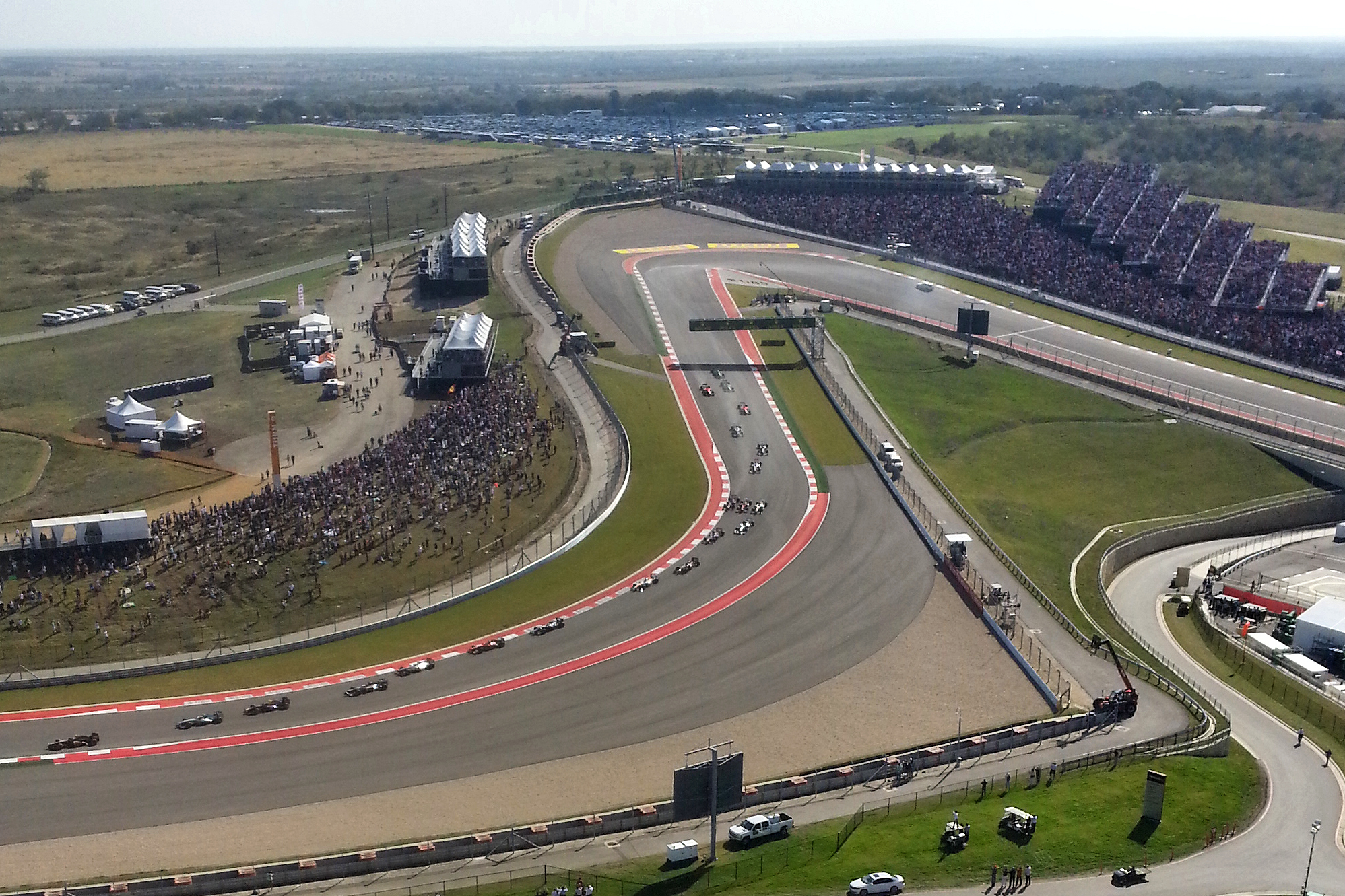
Grand Prix Stanów Zjednoczonych 2013

Grand Prix Stanów Zjednoczonych 2013 (oficjalnie 2013 United States Grand Prix) – osiemnasta runda Mistrzostw Świata Formuły 1 w sezonie 2013.

## Lista startowa
Na niebieskim tle kierowcy biorący udział jedynie w piątkowych treningach
| Nr | Kierowca            | Zespół                        | Samochód          | Silnik               | Opony |
| -- | ------------------- | ----------------------------- | ----------------- | -------------------- | ----- |
| 1  | Sebastian Vettel    | Infiniti Red Bull Racing      | Red Bull RB9      | Renault RS27-2013    | P     |
| 2  | Mark Webber         | Infiniti Red Bull Racing      | Red Bull RB9      | Renault RS27-2013    | P     |
| 3  | Fernando Alonso     | Scuderia Ferrari              | Ferrari F138      | Ferrari 056          | P     |
| 4  | Felipe Massa        | Scuderia Ferrari              | Ferrari F138      | Ferrari 056          | P     |
| 5  | Jenson Button       | Vodafone McLaren Mercedes     | McLaren MP4-28    | Mercedes-Benz FO108F | P     |
| 6  | Sergio Pérez        | Vodafone McLaren Mercedes     | McLaren MP4-28    | Mercedes-Benz FO108F | P     |
| 7  | Heikki Kovalainen   | Lotus F1 Team                 | Lotus E21         | Renault RS27-2013    | P     |
| 8  | Romain Grosjean     | Lotus F1 Team                 | Lotus E21         | Renault RS27-2013    | P     |
| 9  | Nico Rosberg        | Mercedes AMG Petronas F1 Team | Mercedes F1 W04   | Mercedes-Benz FO108F | P     |
| 10 | Lewis Hamilton      | Mercedes AMG Petronas F1 Team | Mercedes F1 W04   | Mercedes-Benz FO108F | P     |
| 11 | Nico Hülkenberg     | Sauber F1 Team                | Sauber C32        | Ferrari 056          | P     |
| 12 | Esteban Gutiérrez   | Sauber F1 Team                | Sauber C32        | Ferrari 056          | P     |
| 14 | Paul di Resta       | Sahara Force India F1 Team    | Force India VJM06 | Mercedes-Benz FO108F | P     |
| 15 | Adrian Sutil        | Sahara Force India F1 Team    | Force India VJM06 | Mercedes-Benz FO108F | P     |
| 16 | Pastor Maldonado    | Williams F1 Team              | Williams FW35     | Renault RS27-2013    | P     |
| 17 | Valtteri Bottas     | Williams F1 Team              | Williams FW35     | Renault RS27-2013    | P     |
| 18 | Jean-Éric Vergne    | Scuderia Toro Rosso           | Toro Rosso STR8   | Ferrari 056          | P     |
| 18 | Daniił Kwiat        | Scuderia Toro Rosso           | Toro Rosso STR8   | Ferrari 056          | P     |
| 19 | Daniel Ricciardo    | Scuderia Toro Rosso           | Toro Rosso STR8   | Ferrari 056          | P     |
| 20 | Charles Pic         | Caterham F1 Team              | Caterham CT03     | Renault RS27-2013    | P     |
| 21 | Giedo van der Garde | Caterham F1 Team              | Caterham CT03     | Renault RS27-2013    | P     |
| 21 | Alexander Rossi     | Caterham F1 Team              | Caterham CT03     | Renault RS27-2013    | P     |
| 22 | Jules Bianchi       | Marussia F1 Team              | Marussia MR02     | Cosworth CA2013      | P     |
| 22 | Rodolfo González    | Marussia F1 Team              | Marussia MR02     | Cosworth CA2013      | P     |
| 23 | Max Chilton         | Marussia F1 Team              | Marussia MR02     | Cosworth CA2013      | P     |
| Nr | Kierowca            | Zespół                        | Samochód          | Silnik               | Opony |

## Wyniki

### Sesje treningowe
Źródło: Wyprzedź Mnie!
| Sesja | Nr | Kierowca         | Konstruktor      | Czas     | Okr. |
| ----- | -- | ---------------- | ---------------- | -------- | ---- |
| 1     | 3  | Fernando Alonso  | Ferrari          | 1:38,343 | 16   |
| 2     | 1  | Sebastian Vettel | Red Bull-Renault | 1:37,305 | 35   |
| 3     | 1  | Sebastian Vettel | Red Bull-Renault | 1:36,733 | 14   |

### Kwalifikacje
Źródło: Wyprzedź Mnie!
| Poz. | Nr | Kierowca            | Konstruktor          | Q1       | Q2       | Q3       | Poz. s. |
| ---- | -- | ------------------- | -------------------- | -------- | -------- | -------- | ------- |
| 1    | 1  | Sebastian Vettel    | Red Bull-Renault     | 1:38,516 | 1:37,065 | 1:36,338 | 1       |
| 2    | 2  | Mark Webber         | Red Bull-Renault     | 1:38,161 | 1:37,312 | 1:36,441 | 2       |
| 3    | 8  | Romain Grosjean     | Lotus-Renault        | 1:38,676 | 1:37,523 | 1:37,155 | 3       |
| 4    | 11 | Nico Hülkenberg     | Sauber-Ferrari       | 1:38,339 | 1:37,828 | 1:37,296 | 4       |
| 5    | 10 | Lewis Hamilton      | Mercedes             | 1:37,959 | 1:37,854 | 1:37,345 | 5       |
| 6    | 3  | Fernando Alonso     | Ferrari              | 1:38,929 | 1:37,368 | 1:37,376 | 6       |
| 7    | 6  | Sergio Pérez        | McLaren-Mercedes     | 1:38,367 | 1:38,040 | 1:37,452 | 7       |
| 8    | 7  | Heikki Kovalainen   | Lotus-Renault        | 1:38,375 | 1:38,078 | 1:37,715 | 8       |
| 9    | 17 | Valtteri Bottas     | Williams-Renault     | 1:37,821 | 1:37,439 | 1:37,836 | 9       |
| 10   | 12 | Esteban Gutiérrez   | Sauber-Ferrari       | 1:38,082 | 1:38,031 | 1:38,034 | 20      |
| 11   | 19 | Daniel Ricciardo    | Toro Rosso-Ferrari   | 1:38,882 | 1:38,131 | –        | 10      |
| 12   | 14 | Paul di Resta       | Force India-Mercedes | 1:38,894 | 1:38,139 | –        | 11      |
| 13   | 5  | Jenson Button       | McLaren-Mercedes     | 1:38,588 | 1:38,217 | –        | 15      |
| 14   | 9  | Nico Rosberg        | Mercedes             | 1:38,743 | 1:38,364 | –        | 12      |
| 15   | 4  | Felipe Massa        | Ferrari              | 1:39,094 | 1:38,592 | –        | 13      |
| 16   | 18 | Jean-Éric Vergne    | Toro Rosso-Ferrari   | 1:38,880 | 1:38,696 | –        | 14      |
| 17   | 15 | Adrian Sutil        | Force India-Mercedes | 1:39,250 | –        | –        | 16      |
| 18   | 16 | Pastor Maldonado    | Williams-Renault     | 1:39,351 | –        | –        | 17      |
| 19   | 21 | Giedo van der Garde | Caterham-Renault     | 1:40,491 | –        | –        | 18      |
| 20   | 22 | Jules Bianchi       | Marussia-Cosworth    | 1:40,528 | –        | –        | 19      |
| 21   | 20 | Charles Pic         | Caterham-Renault     | 1:40,596 | –        | –        | 22      |
| 22   | 23 | Max Chilton         | Marussia-Cosworth    | 1:41,401 | –        | –        | 21      |

### Wyścig
Źródło: Wyprzedź Mnie!
| P                 | + / –     | Nr | Kierowca            | Konstruktor          | Okr. | Czas / Strata       | Komentarz |
| ----------------- | --------- | -- | ------------------- | -------------------- | ---- | ------------------- | --------- |
| 1                 | Bez zmian | 1  | Sebastian Vettel    | Red Bull-Renault     | 56   | 1h39m17,148         |           |
| 2                 | 1         | 8  | Romain Grosjean     | Lotus-Renault        | 56   | +0:06,284           |           |
| 3                 | 1         | 2  | Mark Webber         | Red Bull-Renault     | 56   | +0:08,396           |           |
| 4                 | 1         | 10 | Lewis Hamilton      | Mercedes             | 56   | +0:27,358           |           |
| 5                 | 1         | 3  | Fernando Alonso     | Ferrari              | 56   | +0:29,592           |           |
| 6                 | 2         | 11 | Nico Hülkenberg     | Sauber-Ferrari       | 56   | +0:30,400           |           |
| 7                 | Bez zmian | 6  | Sergio Pérez        | McLaren-Mercedes     | 56   | +0:46,692           |           |
| 8                 | 1         | 17 | Valtteri Bottas     | Williams-Renault     | 56   | +0:54,509           |           |
| 9                 | 3         | 9  | Nico Rosberg        | Mercedes             | 56   | +0:59,141           |           |
| 10                | 5         | 5  | Jenson Button       | McLaren-Mercedes     | 56   | +1:17,278           |           |
| 11                | 1         | 19 | Daniel Ricciardo    | Toro Rosso-Ferrari   | 56   | +1:21,004           |           |
| 12                | 1         | 4  | Felipe Massa        | Ferrari              | 56   | +1:26,914           |           |
| 13                | 7         | 12 | Esteban Gutiérrez   | Sauber-Ferrari       | 56   | +1:31,707           |           |
| 14                | 6         | 7  | Heikki Kovalainen   | Lotus-Renault        | 56   | +1:35,063           |           |
| 15                | 4         | 14 | Paul di Resta       | Force India-Mercedes | 56   | +1:36,853           |           |
| 16                | 2         | 18 | Jean-Éric Vergne    | Toro Rosso-Ferrari   | 56   | +1:44,574           | [ 7 ]     |
| 17                | Bez zmian | 16 | Pastor Maldonado    | Williams-Renault     | 55   | +1 okr.             |           |
| 18                | 1         | 22 | Jules Bianchi       | Marussia-Cosworth    | 55   | +1 okr.             |           |
| 19                | 1         | 21 | Giedo van der Garde | Caterham-Renault     | 55   | +1 okr.             |           |
| 20                | 2         | 20 | Charles Pic         | Caterham-Renault     | 55   | +1 okr.             |           |
| 21                | Bez zmian | 23 | Max Chilton         | Marussia-Cosworth    | 54   | +2 okr.             | [ a ]     |
| Niesklasyfikowani |           |    |                     |                      |      |                     |           |
|                   |           | 15 | Adrian Sutil        | Force India-Mercedes | 0    | kolizja z Maldonado |           |
| P                 | + / –     | Nr | Kierowca            | Konstruktor          | Okr. | Czas / Strata       | Komentarz |

### Najszybsze okrążenie
Źródło: Wyprzedź Mnie!
| Nr | Kierowca         | Konstruktor      | Czas     | Okr. |
| -- | ---------------- | ---------------- | -------- | ---- |
| 1  | Sebastian Vettel | Red Bull-Renault | 1:39,856 | 54   |

## Prowadzenie w wyścigu
Źródło: Racing-Reference
| Nr                              | Kierowca         | Okrążenia   | Suma |
| ------------------------------- | ---------------- | ----------- | ---- |
| 1                               | Sebastian Vettel | 1-27, 29-56 | 54   |
| 8                               | Romain Grosjean  | 27-29       | 2    |
| \| Wykres \| \| ------ \| \| \| |                  |             |      |
| Wykres                          |                  |             |      |
|                                 |                  |             |      |

## Klasyfikacja po wyścigu

### Kierowcy
| P  | +/− | Kierowca            | Starty | Punkty | P1 | P2 | P3 | PP | NO | NS |
| -- | --- | ------------------- | ------ | ------ | -- | -- | -- | -- | -- | -- |
| 1  | 0   | Sebastian Vettel    | 18     | 372    | 12 | 1  | 2  | 8  | 7  | 1  |
| 2  | 0   | Fernando Alonso     | 18     | 227    | 2  | 5  | 1  | –  | 2  | 1  |
| 3  | +1  | Lewis Hamilton      | 18     | 187    | 1  | –  | 4  | 5  | 1  | 1  |
| 4  | −1  | Kimi Räikkönen      | 17     | 183    | 1  | 6  | 1  | –  | 2  | 2  |
| 5  | 0   | Mark Webber         | 18     | 181    | –  | 4  | 3  | 2  | 4  | 3  |
| 6  | 0   | Nico Rosberg        | 18     | 161    | 2  | 1  | 1  | 3  | –  | 2  |
| 7  | 0   | Romain Grosjean     | 18     | 132    | –  | 1  | 5  | –  | –  | 3  |
| 8  | 0   | Felipe Massa        | 18     | 106    | –  | –  | 1  | –  | –  | 2  |
| 9  | 0   | Jenson Button       | 18     | 61     | –  | –  | –  | –  | –  | –  |
| 10 | 0   | Paul di Resta       | 18     | 48     | –  | –  | –  | –  | –  | 4  |
| 11 | 0   | Nico Hülkenberg     | 17     | 47     | –  | –  | –  | –  | –  | 1  |
| 12 | 0   | Sergio Pérez        | 18     | 41     | –  | –  | –  | –  | 1  | –  |
| 13 | 0   | Adrian Sutil        | 18     | 29     | –  | –  | –  | –  | –  | 4  |
| 14 | 0   | Daniel Ricciardo    | 18     | 19     | –  | –  | –  | –  | –  | 3  |
| 15 | 0   | Jean-Éric Vergne    | 18     | 13     | –  | –  | –  | –  | –  | 5  |
| 16 | 0   | Esteban Gutiérrez   | 18     | 6      | –  | –  | –  | –  | 1  | 2  |
| 17 | +1  | Valtteri Bottas     | 18     | 4      | –  | –  | –  | –  | –  | 1  |
| 18 | −1  | Pastor Maldonado    | 18     | 1      | –  | –  | –  | –  | –  | 3  |
| 19 | 0   | Jules Bianchi       | 18     | 0      | –  | –  | –  | –  | –  | 3  |
| 20 | 0   | Charles Pic         | 18     | 0      | –  | –  | –  | –  | –  | 3  |
| 21 | 0   | Giedo van der Garde | 18     | 0      | –  | –  | –  | –  | –  | 4  |
| 22 | 0   | Max Chilton         | 18     | 0      | –  | –  | –  | –  | –  | –  |
| 23 | N   | Heikki Kovalainen   | 1      | 0      | –  | –  | –  | –  | –  | –  |
| P  | +/− | Kierowca            | Starty | Punkty | P1 | P2 | P3 | PP | NO | NS |

### Konstruktorzy
| P  | +/− | Konstruktor          | Starty | Punkty | P1 | P2 | P3 | PP | NO | NS |
| -- | --- | -------------------- | ------ | ------ | -- | -- | -- | -- | -- | -- |
| 1  | 0   | Red Bull-Renault     | 36     | 553    | 12 | 5  | 5  | 10 | 11 | 4  |
| 2  | 0   | Mercedes             | 36     | 348    | 3  | 1  | 5  | 8  | 1  | 2  |
| 3  | 0   | Ferrari              | 36     | 333    | 2  | 5  | 2  | –  | 2  | 3  |
| 4  | 0   | Lotus-Renault        | 36     | 315    | 1  | 7  | 6  | –  | 2  | 5  |
| 5  | 0   | McLaren-Mercedes     | 36     | 102    | –  | –  | –  | –  | 1  | –  |
| 6  | 0   | Force India-Mercedes | 36     | 77     | –  | –  | –  | –  | –  | 8  |
| 7  | 0   | Sauber-Ferrari       | 35     | 53     | –  | –  | –  | –  | 1  | 3  |
| 8  | 0   | Toro Rosso-Ferrari   | 36     | 32     | –  | –  | –  | –  | –  | 8  |
| 9  | 0   | Williams-Renault     | 36     | 5      | –  | –  | –  | –  | –  | 4  |
| 10 | 0   | Marussia-Cosworth    | 36     | 0      | –  | –  | –  | –  | –  | 3  |
| 11 | 0   | Caterham-Renault     | 36     | 0      | –  | –  | –  | –  | –  | 7  |
| P  | +/− | Konstruktor          | Starty | Punkty | P1 | P2 | P3 | PP | NO | NS |